# Катя Зехирева
Катя Димитрова Зехирева е българска актриса, професор.

## Биография
Завършва Държавното висше театрално училище (сега НАТФИЗ) със специалност актьорско майсторство през 1952 г. в класа професор Стефан Сърчаджиев.
Играе в Русенския драматичен театър през 1952 – 1953 г. и в софийските театри „Трудов фронт“ (1953 – 1964), „театър на армията „Народна сцена““ (1964 – 1966), „Сълза и смях“ (1966 – 1973).
От 1965 г. е преподавател по сценична реч, а от 1981 г. е професор. В периода 1973 – 1976 г. е директор на Драматичен театър „Рачо Стоянов“ в Габрово и в Театър 199 в София от 1976 до 1991.
Дългогодишен ръководител е на катедра „Сценична реч“ – от 1977 до 1989 г.
Изиграва най-различни роли в театъра като: Луиза в „Коварство и любов“ на Шилер, Гертруда в „Хамлет“ на Шекспир, Татяна във „Врагове“ на Горки, Антигона в „Антигона“ на Л. Стоянов, инженер Нунева в „Златното покритие“ на Др. Асенов, Сара Бернар в моноспектакъла „Сара Бернар“.
Омъжена е за хореографа Федя Лобанов. Носител е на орден Стара планина от 2004 г.
Почива на 26 август 2009 г.

## Награди и отличия
- Народен артист
- Носител на орден Стара планина – първа степен (2004)

## Театрални роли
- „Коварство и любов“ (Фридрих Шилер) – Луиза
- „Пигмалион“ (Бърнард Шоу) – Елиза
- „Врагове“ (Максим Горки) – Татяна
- „Платон Кречет“ (А. Корнейчук) – Лида
- „Вдовици“ (А. Кертес) – Ханна
- „Антигона“ (Людмил Стоянов) – Антигона
- „Хамлет“ (Уилям Шекспир) – Гертруда
- „Сара Бернар“ – Сара Бернар

## Телевизионен театър
- „Махалото“ (1984) (Алдо Николай) - Мира
- „Федра“ (1982) (Жак Расин)
- „Емилия Галоти“ (Готхолд Ефраим Лесинг) (1978)
- „Каин магьосникът“ (1977) (Камен Зидаров)
- „Рози за д-р Шомов“ (1973) (Драгомир Асенов), (Втора реализация)
- „Разпаленият въглен“ (1970) (Лозан Стрелков)

## Филмография
| Година      | Филми и Сериали                 | Серии | Копродукции       | Роля                                                    |
| ----------- | ------------------------------- | ----- | ----------------- | ------------------------------------------------------- |
| 1991 – 1992 | Любовниците                     | 8     |                   | гледачката на кафе (в 6-а серия: „Хоризонтален пейзаж“) |
| 1977        | Завръщане от Рим                | 5     | България / Италия | майката на Ани                                          |
| 1977        | От другата страна на огледалото |       |                   | затворничка                                             |
| 1975        | Мечтател                        |       |                   |                                                         |
| 1957        | Животът си тече тихо...         |       |                   |                                                         |
| 1955        | Точка първа                     |       |                   | момичето на строежа                                     |